# Tadeusz Krygowski
Tadeusz Marek Krygowski (ur. 27 kwietnia 1937 w Poznaniu) – polski chemik, specjalizujący się w krystalografii, profesor nauk chemicznych.

## Życiorys
Jego ojcem był Bogumił Krygowski (1905–1977), geolog, geograf i geomorfolog, profesor UP.
Tadeusz Krygowski w 1955 ukończył I Liceum Ogólnokształcące im. Karola Marcinkowskiego w Poznaniu i podjął studia chemiczne na Uniwersytecie im. Adama Mickiewicza, które ukończył w 1961. Stopień doktora nauk chemicznych uzyskał w 1969 (promotorem jego rozprawy doktorskiej był Wiktor Kemula), a stopień doktora habilitowanego w 1973 na Uniwersytecie Warszawskim. W 1983 otrzymał tytuł profesorski w zakresie nauk chemicznych. Od 1978 kierował pracownią krystalochemii Uniwersytetu Warszawskiego. W latach 1981–1982 pełnił funkcję prodziekana Wydziału Chemii UW ds. studenckich. Od 1991 zajmował stanowisko profesora zwyczajnego.
Prowadził badania związane z fizykochemią organiczną: zajmował się wpływem efektu podstawnikowego oraz rozpuszczalnikowego na własności fizykochemiczne układów chemicznych. Badał charakter aromatycznego układów π-elektronowych, wpływ oddziaływań międzycząsteczkowych oraz wewnątrzcząsteczkowych na strukturę cząsteczek, a także skutki strukturalne wiązań wodorowych i litowych.
Został członkiem zwyczajnym Towarzystwa Naukowego Warszawskiego oraz członkiem Akademickiego Klubu Obywatelskiego im. Prezydenta Lecha Kaczyńskiego w Poznaniu.

## Odznaczenia i wyróżnienia
- 2001 – Medal Jana Zawidzkiego
- 2005 – członkostwo honorowe Polskiego Towarzystwa Chemicznego
- 2008 – Medal Jędrzeja Śniadeckiego
- 2010 – Nagroda Fundacji na rzecz Nauki Polskiej[2]
- 2012 – Krzyż Oficerski Orderu Odrodzenia Polski (za wybitne osiągnięcia w pracy naukowo-badawczej i działalności dydaktycznej, za zasługi na rzecz rozwoju nauki)[3]
- 2012 – doktorat honoris causa Uniwersytetu Łódzkiego[4]
- 2023 – złoty medal „Zasłużony dla Nauki Polskiej Sapientia et Veritas”[5]

## Wybrane publikacje
Publikacje zwarte
- Przejawy zmian strukturalnych we właściwościach fizykochemicznych cząsteczek związków π-elektronowych (1974)
- Ilościowe kryteria aromatyczności (1978, wspólnie z Jerzym Kruszewskim)
- Chemia wokół nas. Podręcznik dla uczniów klas VII i VIII (1994, ISBN 83-85751-09-2)
- Chemia. Encyklopedia szkolna (2001, przewodniczący komitetu redakcyjnego, ISBN 83-02-08102-7)
- Chemia (2004, redakcja, ISBN 83-02-08884-6)

Tłumaczenia z języka angielskiego
- J.D. Lee, Zwięzła chemia nieorganiczna (1969, wspólnie z Andrzejem Sadlejem)
- James A. Walker, Margaret M. McLean, Statystyka dla każdego (1994, ISBN 83-02-05181-0)